# Enfermedad de Freiberg
La enfermedad de Freiberg es una necrosis avascular de la cabeza del segundo metatarsiano  del pie, caracterizada por la alteración en la condrogénesis (formación de tejido condral) y osteogénesis (formación ósea) en un hueso previamente normal y que afecta con mayor frecuencia al segundo metatarsiano aunque puede afectar al tercero, lo que conlleva a cambios degenerativos y artritis.

## Historia
En 1914, Freiberg fue el primero en describir la infracción en el segundo metatarsiano, en 1915 Köhler también describió esta afección, por lo que es conocida como la segunda enfermedad de Köhler.

## Etiología
El estrés físico causa microfracturas de forma repetitiva en la zona metafisaria de los metatarsianos. Es más frecuente en el segundo, dado que es el más largo y el que tiene una fijación más rígida. Estas microfracturas pueden alterar la irrigación de la cabeza del metatarsiano afecto, por lo que con el tiempo se desarrolla la necrosis avascular.
Es una afección poco común y no se dispone de ninguna estimación de su incidencia. Su diagnóstico no es difícil, aunque las radiografias iniciales pueden ser negativas.

## Cuadro clínico
Se caracteriza por dolor en el área adyacente al hueso afectado, por lo general relacionado con la actividad física, aumentado con la palpación y limitando el apoyo del pie.

## Etapas radiológicas
1. Fractura epifisiaria subcondral, la fractura no es visible en la radiografía.
2. Colapso dorsal central con aplanamiento de la superficie articular, aumento del espacio articular, aplanamiento dorsal de la cabeza del metatarsiano, esclerosis leve de la epífisis y edema de tejidos blandos.
3. Colapso acentuado con proyección de los bordes. El fragmento central se hunde en la metáfisis perdiéndose el borde plantar,
4. Formación de cuerpos libres intraarticulares. Separación del fragmento central. El grado de destrucción articular es irreparable.
5. Artrosis degenerativa con destrucción de la superficie articular. Corresponde a la fase final, en la que se pierde la cabeza del metatarsiano.[7]